# Banyera (nàutica)

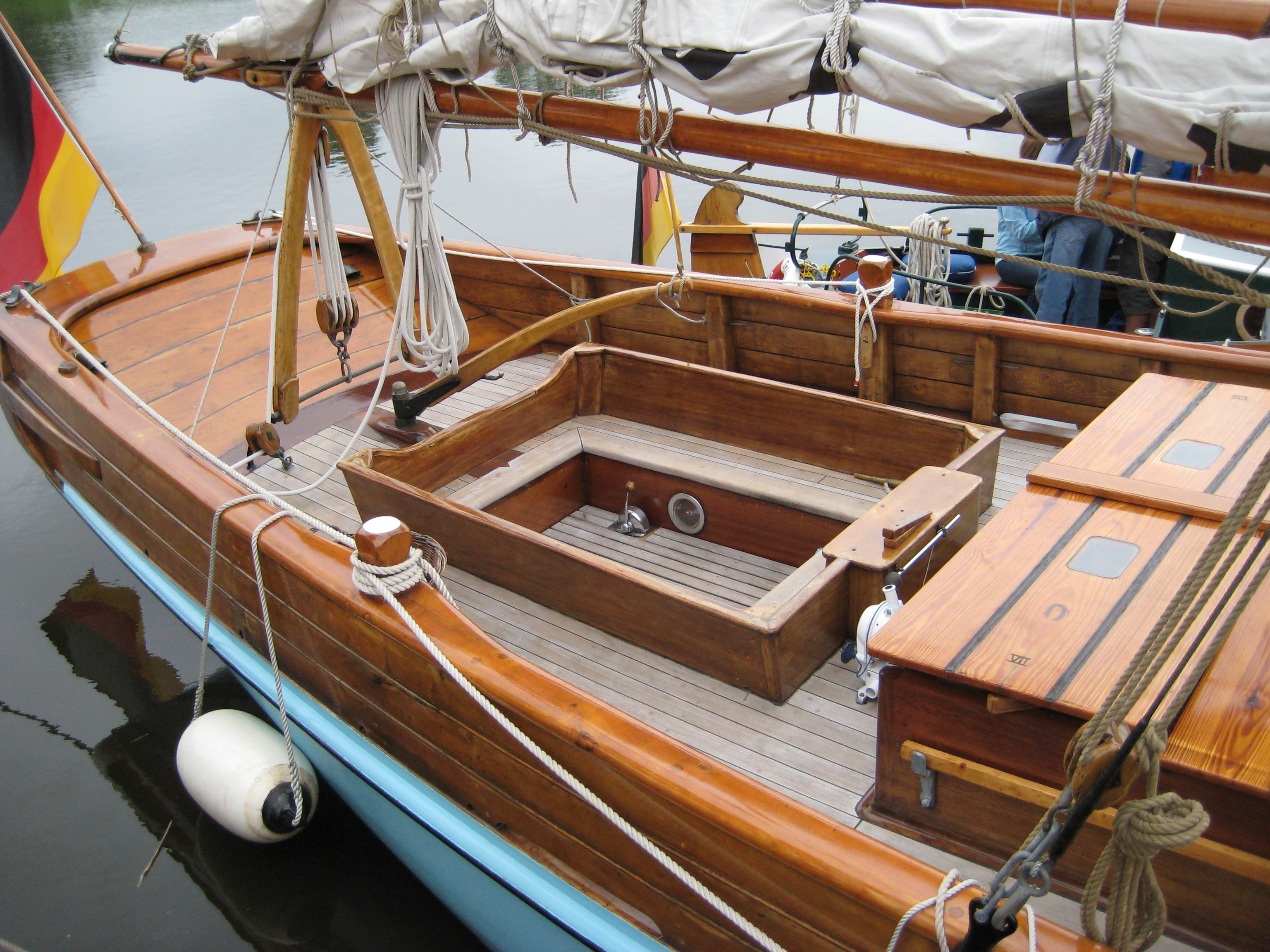
Banyera d'un petit vaixell de vela.

La banyera en navegació marítima originalment és la zona on se situa el timoner, això ha fet que s'utilitzi per referir-se a una embarcació petita amb coberta, a la zona cap a la popa que allotja els controls del timó.